# Sphaeranthus
Sphaeranthus is een geslacht uit de composietenfamilie (Asteraceae). De soorten uit het geslacht komen voor in Afrika, Azië en Australië.

## Soorten
- Sphaeranthus africanus L.
- Sphaeranthus amaranthoides Burm.f.
- Sphaeranthus angolensis O.Hoffm.
- Sphaeranthus angustifolius DC.
- Sphaeranthus bullatus Mattf.
- Sphaeranthus chandleri Ross-Craig
- Sphaeranthus confertifolius Robyns
- Sphaeranthus cotuloides DC.
- Sphaeranthus cristatus O.Hoffm.
- Sphaeranthus epigaeus Schinz
- Sphaeranthus fischeri O.Hoffm.
- Sphaeranthus flexuosus O.Hoffm. ex De Wild.
- Sphaeranthus foliosus Ross-Craig
- Sphaeranthus gallensis Sacleux
- Sphaeranthus gazaensis Bremek.
- Sphaeranthus greenwayi Ross-Craig
- Sphaeranthus indicus L.
- Sphaeranthus kirkii Oliv. & Hiern
- Sphaeranthus mimetes Ross-Craig
- Sphaeranthus neglectus R.E.Fr.
- Sphaeranthus oppositifolius Ross-Craig
- Sphaeranthus peduncularis DC.
- Sphaeranthus peguensis Kurz ex C.B.Clarke
- Sphaeranthus ramosus (Klatt) Mesfin
- Sphaeranthus randii S.Moore
- Sphaeranthus salinarum Symoens
- Sphaeranthus samburuensis Beentje
- Sphaeranthus senegalensis DC.
- Sphaeranthus similis Kers
- Sphaeranthus spathulatus Peter
- Sphaeranthus steetzii Oliv. & Hiern
- Sphaeranthus strobiliferus Boiss. & Noë
- Sphaeranthus stuhlmannii O.Hoffm.
- Sphaeranthus suaveolens DC.
- Sphaeranthus talbotii S.Moore
- Sphaeranthus ukambensis Vatke & O.Hoffm.
- Sphaeranthus wattii Giess ex Merxm.
- Sphaeranthus zavattarii Cufod.